# Murshid
Murshid (en árabe: مُرْشِد, “guía”) es el nombre que se suele dar a los maestros espirituales en el sufismo. Al discípulo se le llama murid (en árabe: مُريد), el aspirante, el adherente. "Murshid" es un término en idioma árabe para referirse a un guía o profesor islámico. "Murshid" es un término derivado de la palabra "Rashid", y tiene el significado básico de un individuo íntegro, sensible y maduro. Particularmente dentro del sufismo, se usa para referirse a un guía espiritual. El término es frecuentemente utilizado en las órdenes sufíes como la orden Qadiriyya, Chishtiya, Shadhiliya y Suhrawardiya.

## El camino del sufismo
El camino del sufismo comienza cuando un estudiante (murid) realiza un juramento de lealtad o bay'a (bai'ath) con una guía espiritual (murshid). Al hablar de este pacto inicial de alianza, debe pronunciar la siguiente cita del sagrado Corán (48:10):  

"Ciertamente, los que te prometen su lealtad, se comprometen a nadie más que Alá. La Mano de Alá está sobre sus manos."

La función del murshid es guiar espiritualmente e instruir verbalmente al murid o discípulo en su camino sufí, pero solo aquel que alcance el final del camino es un guía espiritual en el sentido completo del término árabe "murshid".
Usualmente, un murshid tiene la autorización de ser un maestro para la orden o tariqa sufí (camino místico). Cualquier tariqa sufí tiene a un Murshid, al mismo tiempo que es el jefe de una orden espiritual. También es conocido como jeque, por medio del Khilafah, un proceso en el cual el jeque identifica a uno de sus discípulos como el sucesor para el califato. En las órdenes sufíes, los maestros espirituales iniciaban a sus seguidores, esta práctica todavía existe en las órdenes sufíes de todo el Mundo.
Dentro del sufismo, la transmisión de la luz divina desde el corazón del murshid hacia el discípulo, el cual supera a cualquier otra fuente de conocimiento, es la única forma de progresar directamente hacia la divinidad. La figura del murshid es importante en la mayoría de las tariqas sufíes. 
El Islam establece que el ser humano debe seguir los pasos del profeta Mahoma (la paz sea con él). Según las enseñanzas religiosas del sufismo, al empezar a estudiar el Islam, es importante para el alumno encontrar a un guía espiritual perfecto conocido con el nombre de: "Murshid Kamil Akmal".